# 1707 en philosophie
Chronologie de la philosophie
- 1703
- 1704
- 1705
- 1706
- 1707
- 1708
- 1709
- 1710
- 1711

L’année 1707 a été marquée, en philosophie, par les événements suivants :

## Publications
- Anthony Collins : Essai sur l'usage de la raison.

## Décès
- 11 janvier : Sylvain Leroy, philosophe français, membre de l'Académie royale des sciences, né en 1632.
- 18 janvier : Otto Mencke, professeur allemand de morale et de politique à la faculté de philosophie de l'université de Leipzig, né le 22 mars 1644.
- Date précise inconnue :
  - Georg Pasch, philosophe allemand, né en 1661.